# Glad All Over
«Glad All Over» es una canción escrita por Dave Clark y Mike Smith y grabada por The Dave Clark Five.

## Resumen
"Glad All Over" presentaba a Smith dirigiendo las voces del grupo al unísono, a menudo en estilo de llamada y respuesta, una línea de saxofón utilizada no como decoración solista, sino como base de toda la canción, y un gran ritmo de "martillo aéreo" que apuntalaba el muro de sonido conocido como el "sonido Tottenham".

## Recepción
Billboard dijo de la canción que "se trata de un esfuerzo vocal grupal rockero y juguetón muy parecido al sonido de Liverpool y a la escuela de The Beatles", afirmando que la canción tiene un "ritmo sólido y calidad de eco". Cash Box la describió como "una canción alegre... que luce ese 'sonido Mersey con el ritmo de Liverpool'".
En enero de 1964, se convirtió en el primer gran éxito del grupo británico, alcanzando el número 1 en la lista de sencillos del Reino Unido y dando inicio a la rivalidad entre los DC5 y The Beatles, desbancando al exitoso I Want To Hold Your Hand del número 1 del Reino Unido. En abril de 1964, alcanzó el número 6 en la lista estadounidense Billboard Hot 100, convirtiéndose en el primer éxito de la Invasión Británica de un grupo distinto a The Beatles. También fue número 1 en Irlanda, número 3 en Australia y número 2 en Canadá. Llegó al n.º 4 en los Países Bajos y al n.º 16 en Alemania.
"Glad All Over" fue el segundo sencillo más vendido de 1964 en el Reino Unido (por detrás de "Can't Buy Me Love" de The Beatles), y también tuvo suficientes ventas en el Reino Unido en noviembre y diciembre de 1963 para convertirse en el 58.º sencillo más vendido de 1963; estas estadísticas sugieren que las ventas en el Reino Unido de "Glad All Over" fueron de alrededor de 1.000.000 de unidades a finales de 1964.
Un año después de su edición original, el cantante argentino Sandro y su grupo Los De Fuego realizó la versión en castellano de la canción, titulada "Alegría Por Todas Partes". Entre otros grupos que grabaron la canción en su idioma inglés original, se encuentran Quiet Riot, Hush, Descendents y Pet Shop Boys.

## Reediciones
En 1993, "Glad All Over" se reeditó como sencillo en el Reino Unido y alcanzó el número 37 en la lista de sencillos británica.

## Personal
Créditos parciales
- Dave Clark - coros, batería, productor
- Mike Smith - doble pista de voz principal/armónica, órgano Vox Continental
- Lenny Davidson - coros, guitarras
- Rick Huxley -  coros, bajo
- Denis Payton - coros, saxofón
- Bobby Graham - batería
- Adrian Kerridge - ingeniero, coproductor

## Historia de la canción en las listas de éxitos musicales

### Gráficos semanales
| Gráfico (1964)                      | Posición |
| ----------------------------------- | -------- |
| Australia                           | 3        |
| Canadá                              | 2        |
| Alemania                            | 16       |
| Irish Singles Chart                 | 1        |
| Países Bajos                        | 4        |
| New Zealand Listener                | 1        |
| UK Singles Chart                    | 1        |
| Billboard Hot 100 de Estados Unidos | 6        |
| Cashbox Top 100 de Estados Unidos   | 5        |

| Gráfico (1993)   | Posición |
| ---------------- | -------- |
| UK Singles Chart | 37       |

### Gráficos de fin de año
| Gráfico (1963)   | Rango |
| ---------------- | ----- |
| UK Singles Chart | 58    |

| Gráfico (1964)                      | Rango |
| ----------------------------------- | ----- |
| Australia                           | 22    |
| UK Singles Chart                    | 2     |
| Billboard Hot 100 de Estados Unidos | 23    |
| Cash Box Top 100 de Estados Unidos  | 9     |

## Uso por parte de equipos de fútbol y rugby
El Crystal Palace Football Club adoptó la canción como su himno en la década de 1960. Se interpreta al comienzo de todos los partidos en casa y después del tiempo reglamentario (cuando el Palace gana). El estribillo se interpreta después de los goles en casa, tras la lectura del nombre del goleador. También es cantado por los aficionados como un cántico. El sábado 10 de febrero de 1968, los Dave Clark Five tocaron "Glad All Over" en directo en el estadio del Crystal Palace, Selhurst Park. Una versión, cantada por el equipo en aquel momento, se publicó como parte de su trayectoria en la FA Cup (donde llegaron a la final de la competición) en 1990.
El Blackpool también ha utilizado Glad All Over, que se interpreta después de marcar un gol en casa, y otros equipos de la Liga de Fútbol inglesa, como el Rotherham United, el Port Vale, el Swindon Town y el Yeovil Town, han seguido su ejemplo. También lo han utilizado los clubes de la liga de fútbol escocesa Partick Thistle y Dunfermline Athletic F.C. cuando marcan un gol. El Woking F.C. también ha tocado la canción como parte de sus celebraciones al marcar un gol.
Desde 2014, el equipo de liga de rugby Wigan Warriors la utiliza al final de un partido en casa en el DW Stadium si ha ganado.
El equipo irlandés Shamrock Rovers la utiliza como himno.
El Rangers FC utilizó la canción para cantar a su delantero Joe Garner con sus seguidores intentando que llegara al número uno de la Navidad en 2016. La canción terminó en el puesto 31 de las listas navideñas del Reino Unido, pero encabezó la lista de sencillos de Escocia.
El Macclesfield F.C. también interpreta la canción como himno después del partido cuando gana.